# Vukovar

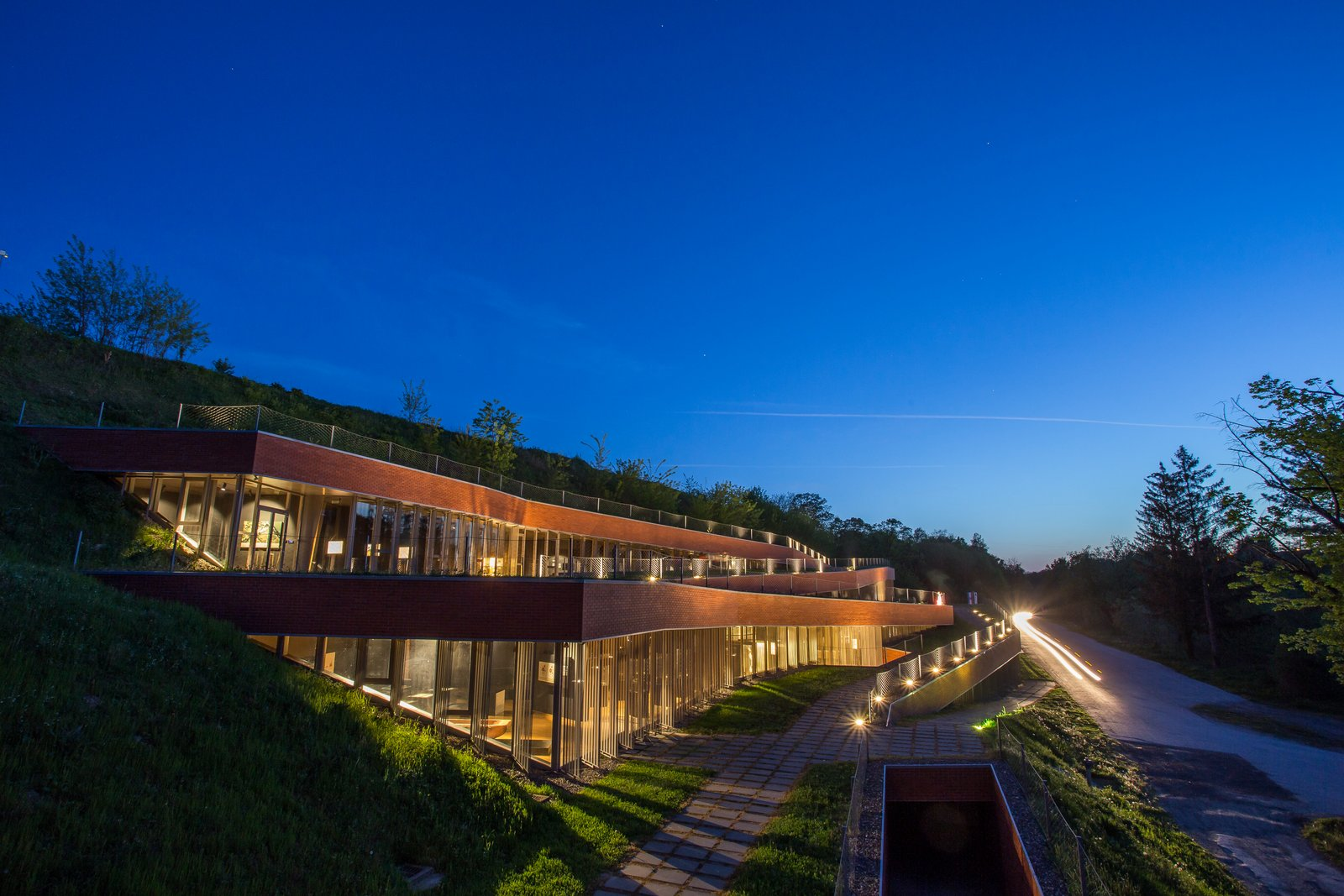
Museo de la Cultura de Vučedol

Vukovar es una ciudad situada en el condado de Vukovar-Sirmia, en Croacia. Según el censo de 2021, tiene una población de 23 175 habitantes.
Es la sede del condado. 
Se encuentra en la confluencia de los ríos Vuka y Danubio.
El puerto de Vukovar, el puerto fluvial más grande de Croacia, es un importante centro de importación y exportación.

## Toponimia
Según una teoría, su nombre es una combinación de la palabra eslava antigua vlk 'lobo' y la palabra húngara vár. Según otra opinión, el prefijo del nombre es de origen antiguo, del nombre romano del Vuka, Ulca.
La ciudad de Vukovar es una antigua ciudad barroca a orillas del Danubio. En documentos escritos conservados, se menciona ya a principios del siglo XIII como Volko, Walk, Wolkov, etc. hasta el croata Vukovo, mantuvo esta última denominación hasta el siglo XIV. Desde el siglo XIV, el nombre húngaro Vukovár se ha utilizado cada vez más. En ese momento, Croacia estaba en una unión legal con Hungría. Vukovar, así como el vecino Ilok, fueron los guardianes de la identidad croata en la confluencia Danubio-Sava durante ese período.

## Geografía
Está situada 20 km al este de Vinkovci y a 36 km al sudeste de Osijek, a 108 m sobre el nivel del mar. Por Vukovar pasa la carretera principal M7 Osijek-Vukovar-Ilok y el ferrocarril Vinkovci-Vukovar.

## Herencia cultural
Entre los muchos edificios atractivos de Vukovar, todos dañados en las guerras yugoslavas, los más interesantes son la mansión Eltz, que perteneció a una familia nobiliaria de los Eltz, durante el siglo XVIII, algunas casas barrocas en el centro de la ciudad, el monasterio franciscano, la iglesia parroquial católica de san Jaime, la iglesia ortodoxa de san Nicolás y la casa natal de Lavoslav Ružička, natural de Vukovar y ganador del premio Nobel. Desde la pacificación de Croacia a finales de los noventa, muchos edificios han sido reconstruidos, pero aún quedan ruinas en la ciudad.
A las afueras de Vukovar, en los bancos del Danubio en dirección a Ilok, se halla un yacimiento arqueológico importante, Vucedol. El barco ritual encontrado allí, llamado la «Paloma de Vucedol» (en croata, Vučedolska Golubica), es un símbolo de la ciudad. Vucedol es un destino habitual para los excursionistas, especialmente la playa de arena de Orlov Otok o isla del Águila.

## Vukovar durante las guerras yugoslavas

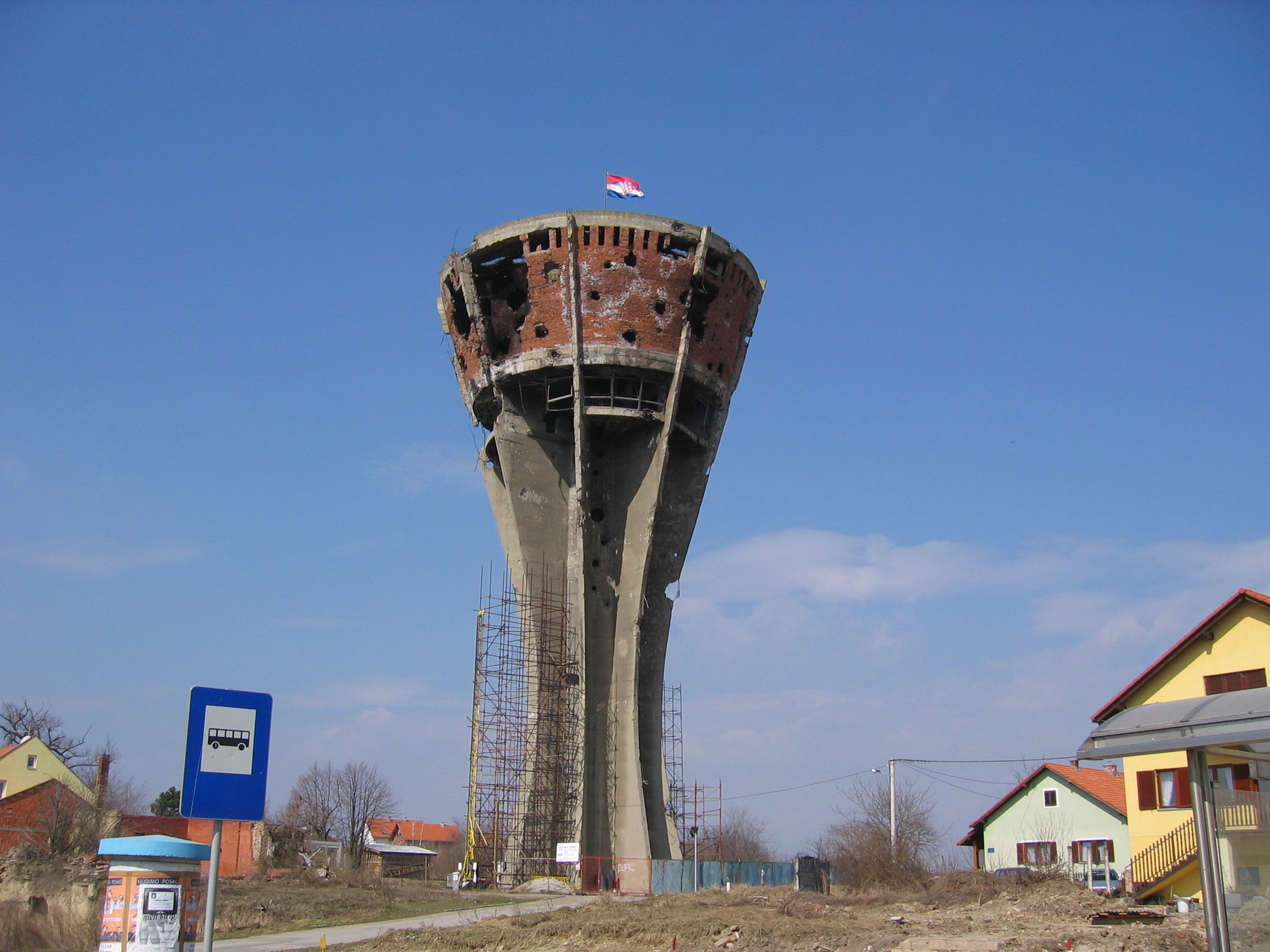
La torre de agua de Vukovar, destruida al inicio del asedio, se ha convertido en un símbolo de la ciudad.

Vukovar fue devastada durante la guerra de Croacia en los años noventa. La ciudad, prácticamente indefensa, fue sitiada durante meses por bandas de paramilitares serbios y el Ejército Popular Yugoslavo. Más de 1600 personas murieron en el sitio, de las cuales la mayoría eran civiles. Un número importante, en torno a los 800, desaparecieron y 20 000 tuvieron que exiliarse de la ciudad. Las fuerzas serbias entraron en Vukovar una vez hubo terminado el sitio, cometiendo numerosas violaciones, apresando a los heridos en el hospital, y perpetrando la masacre de Vukovar.
En noviembre de 2010, el presidente serbio, Boris Tadić, visitó la ciudad, donde se reunió con su homólogo croata, Ivo Josipović, en un acto en el que pidió perdón por los crímenes cometidos allí por el pueblo serbio, en una demostración considerada por los analistas como el acto de buena voluntad y reconciliación más importante hacia Croacia que jamás haya hecho un mandatario serbio.

## Demografía
En el censo 2011 el total de población de la ciudad fue de 27 683 habitantes, distribuidos en las siguientes localidades:
- Grabovo - 47
- Lipovača - 386
- Sotin - 782
- Vukovar - 26 468

| Gráfica de población de Vukovar 1857-2021                           |
|                                                                     |
| Según los censos de población de la Oficina de Estadísticas Croata. |

## Educación

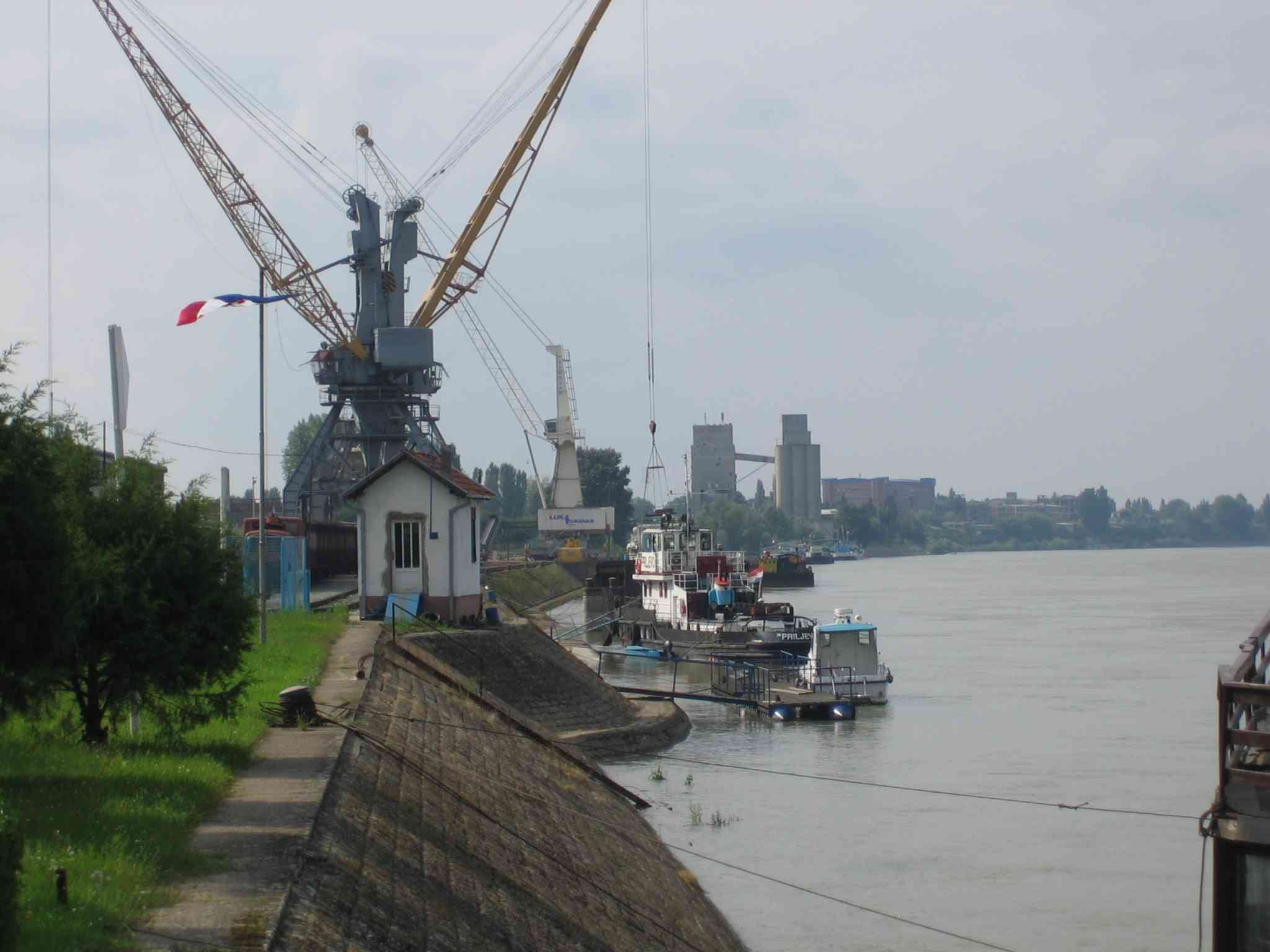
El puerto fluvial junto al Danubio

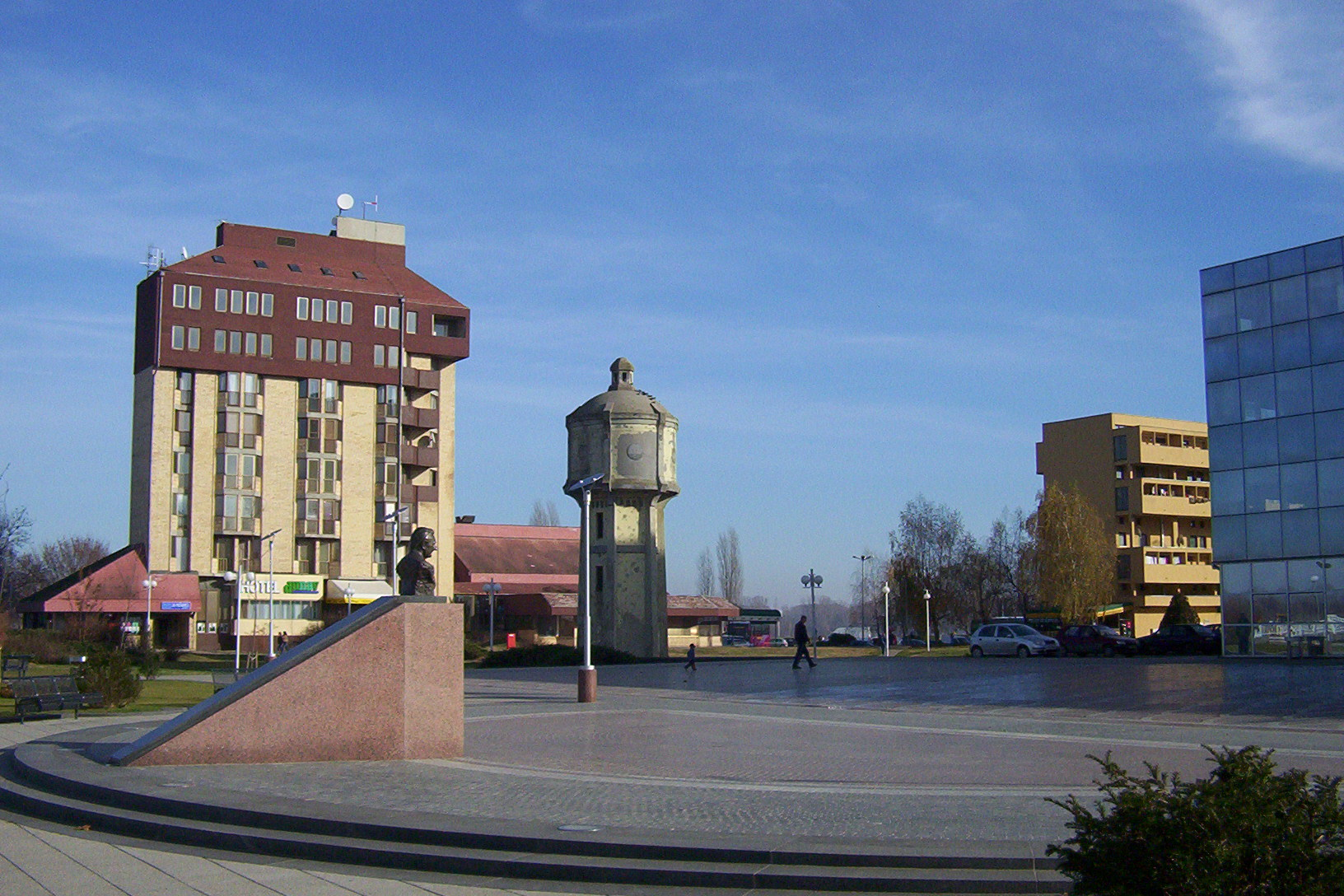
Plaza Franjo Tuđman, en el centro de la ciudad

Vukovar posee siete escuelas primarias y cinco institutos de enseñanza secundaria.
Cuenta asimismo con:
Universidad "Lavoslav Ružička" de Vukovar que imparte tres carreras universitarias:
- Facultad de Economía y Comercio
- Facultad de Derecho
- Facultad de kinesiterapia

Universidad de Split, campus de Vukovar:
- Facultad de Tecnologías de la Información
- Facultad de Economía
- Facultad de Derecho

Universidad de Osijek, campus de Vukovar:
- Facultad de Economía
- Facultad de Derecho

## Celebridades nacidas en Vukovar
- Lavoslav Ružička - Premio Nobel de Química en 1939 compartido con Adolph Butenandt.